# HAT-P-3
HAT-P-3 は、おおぐま座の方角にある12等星で、太陽系から460光年離れた位置に存在する。スペクトル型はK型で、太陽より小さく暗い恒星だと考えられている。2009年までに太陽系外惑星が1個発見されている。

## 恒星
| 太陽 | HAT-P-3   |
| ---- | --------- |
| 太陽 | Exoplanet |

HAT-P-3は等級が低いため、ヒッパルコス衛星による年周視差の測定対象に含まれておらず、直接的な手法による距離の測定は行われていない。そのため、惑星の発見にあわせて間接的な距離の推測が行われ、460±40光年（140±13パーセク）という結果が得られた。
この推定に基づくと、恒星の質量は太陽の94%、半径は83%、光度は44%となる。表面温度は5,186Kで太陽より600Kほど低く、重元素は太陽の2倍近く含まれている。恒星進化モデルを単純に適用した場合、恒星の年齢は4億歳と計算されるが、この方法では誤差が1億～69億歳の範囲に広がっており精度が悪い。他の推定としては、リチウムの存在度に基づく値として7億歳以上、彩層活動の度合いに基づく値として13億歳前後という値が出ている。

## 惑星系
2007年、食検出法を利用して太陽系外惑星の探査を行っていたHATネットによって、HAT-P-3の周囲を公転するHAT-P-3bが発見された。この惑星は2.9日という短周期で恒星を一周しており、高温の木星型惑星（ホット・ジュピター）に分類される。質量は木星の6割で、比較的密度が高いことから75地球質量程度の重元素を含んでいると考えられている。
| 名称 （恒星に近い順） | 質量                  | 軌道長半径 （天文単位）  | 公転周期 (日)       | 軌道離心率 | 軌道傾斜角  | 半径                  |
| --------------------- | --------------------- | ------------------------ | ------------------- | ---------- | ----------- | --------------------- |
| b (Teberda)           | 0.609+0.021 −0.022 MJ | 0.03899+0.00062 −0.00065 | 2.8997360±0.0000020 | <0.010     | 87.24±0.69° | 0.899+0.043 −0.049 RJ |

## 名称
2019年、世界中の全ての国または地域に1つの系外惑星系を命名する機会を提供する「IAU100 Name ExoWorldsプロジェクト」において、HAT-P-3はロシア連邦に割り当てられる系外惑星系となった。このプロジェクトは、「国際天文学連合100周年事業」の一環として計画されたイベントの1つで、ロシア連邦国内での選考、国際天文学連合 (IAU) への提案を経て、太陽系外惑星とその母星に固有名が承認されるものであった。2019年12月17日、IAUから最終結果が公表され、HAT-P-3はDombay、HAT-P-3bはTeberdaと命名された。Dombayは、北コーカサスの山岳地帯にあるリゾート地ドムバイを指し、山と森に囲まれており、野生動物が豊富に生息する。熊も多く、おおぐま座に位置するこの星系にふさわしいという意味もある。Teberdaは、ドムバイ地域から流れ下るテベルダ川を指し、その急流が惑星の公転の速さを象徴する。